# 이순신 유지
이순신 유지(李舜臣有旨)(1595, 선조 28)는 1595년 정월 21일에 동부승지 정모(鄭某)를 통하여 이순신에게 당시 부족한 군량을 보충하기 위하여 둔전개간(屯田開墾) 등의 방안을 지시하는 내용의 유지이다. 류성룡이 올린 ‘措置防守事宜啓’중의 일부이다. 임진왜란 시기에 수군이 군량을 어떻게 조달하였는지를 살펴볼 수 있는 좋은 자료이다. 유지로서는 보기 드문 장문으로(45.0×338.0cm) 앞부분 일부가 훼손되었을 뿐 양호한 상태이다.